# Бињ Туан
Бињ Туан (виј. Bình Thuận) је једна од 58 покрајина Вијетнама. Налази се у региону Јужна Централна Обала. Заузима површину од 7.836,9 km². Према попису становништва из 2009. у покрајини је живело 1.167.023 становника. Главни град је Фан Тијет.